# Jaroslav Cháňa

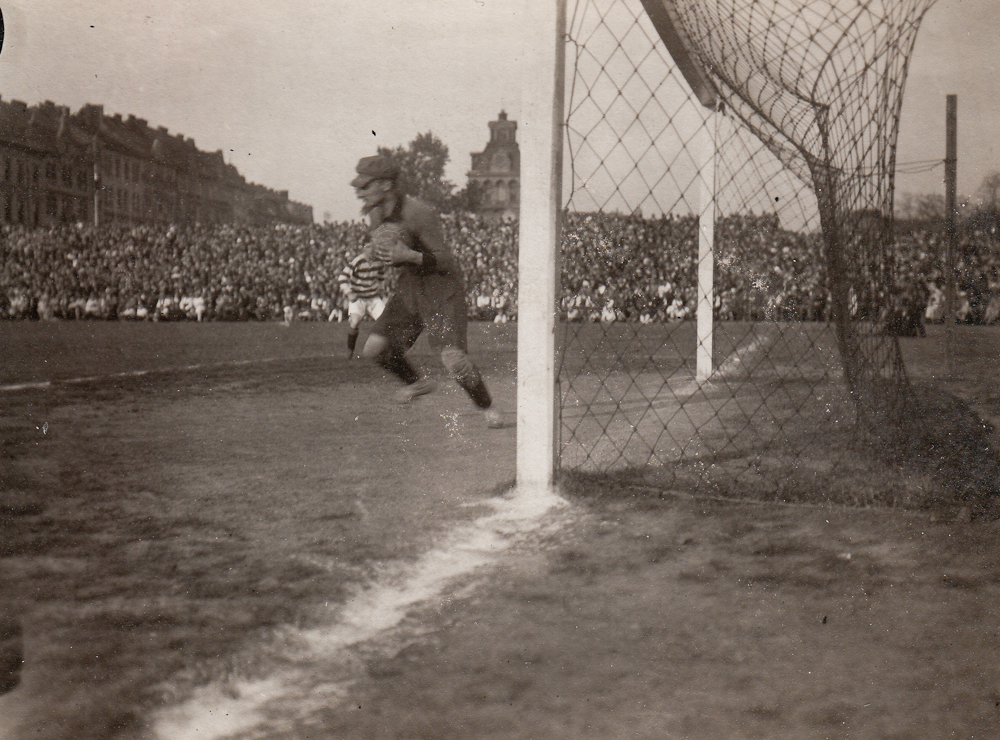
Jaroslav Cháňa v akci

Jaroslav Cháňa (19. prosince 1899 Vršovice – 26. září 2000) byl český fotbalový brankář v reprezentaci a Slavie.

## Život
Narodil se ve Vršovicích u Prahy. Věnoval se fotbalu, i při něm zvládl vystudovat strojní fakultu v Praze. Později se rozhodl podnikat a zařídil si nad Wilsonovým nádražím autoopravnu, která se postupně rozrostla až na padesát zaměstnanců. Po komunistickém převratu v únoru 1948 nový režim úspěšnému podnikateli stejně jako dalším živnost zabral. Do pětašedesáti let pracoval inženýr Cháňa v opravně jako technolog a do osmdesáti ve státní pojišťovně jako likvidátor. „A to jsem musel dát výpověď, nechtěli mě pustit,“ vyprávěl Cháňa hrdě.[zdroj?]
Při převzetí Ceny Václava Jíry za rok 1999 zavzpomínal i na své brankářské předchůdce. Nejvíce obdivoval svého nástupce ve Slavii Pláničku a s velkým uznáním mluvil také o Ivo Viktorovi. Jako recept na dlouhověkost trojnásobný dědeček uvedl: „Nekouřit, málo alkoholu, jedno pivo denně, pohybovat se, zmizet z Prahy na nádherný vzduch, něčím se pořád bavit a střídmě jíst.“ V den svých 100. narozenin byl Ing. Cháňa v rámci akce „Slavisté, kolik nás je?“ zaregistrován jako první oficiálně evidovaný fanoušek pražského klubu. Roku 1999 získal Cenu Václava Jíry.

## Sportovní kariéra
Fotbalově vyrůstal na pláccích a brankářem se stal v místním AFK. V osmnácti se stal hráčem Slavia a do příchodu legendárního Františka Pláničky (1923) byl její jasnou brankářskou jedničkou. Za Slavii odehrál doma i v zahraničí téměř dvě stovky zápasů a dvakrát si zachytal i v reprezentaci. Poprvé 28. října 1921 v Praze při prvním mezistátním zápase na domácí půdě proti Jugoslávii (6:1) a o čtrnáct dní později ještě vychytal remízu 2:2 se Švédskem. Po Pláničkově příchodu byl několik let ve Slavii funkcionářem.